# Асурдуй де Падилья, Хуана
Хуана Асурдуй де Падилья (исп. Juana Azurduy de Padilla; 12 июля 1780, Чукисака — 25 мая 1862, Сальта) — боливийская военная деятельница, сражавшаяся за свободу от Испании во времена Войны за независимость испанских колоний в Америке. Между 1811 и 1818 годами участвовала в 23 сражениях, даже во время беременности. Командовала армиями до 6 тысяч человек. Почитается как национальная героиня в Аргентине и Боливии.

## Биография

### Ранняя биография
Хуана Асурдуй родилась в Чукисаке (нынешнее Сукре), в то время входившей в вице-королевство Рио-де-ла-Плата, 12 июля 1780 года. Её отец, дон Матиас Асурдуй, был богатым белым землевладельцем, а мать, донья Эулалия Бермудес, происходила из чоло, то есть имела как европейские, так и индейские корни. Отец Хуаны был убит испанцами и по всей видимости убийцы избежали наказания. Девочка росла в Чукисаке и в возрасте 12 лет поступила на обучение в монастырь Санта-Тереса де Чукисака, чтобы стать в итоге монахиней. Однако в 17 лет она была исключена из него из-за мятежного характера. Хуана разговаривала на испанском и двух индейских языках: кечуа и аймара.
В 1805 году Хуана Асурдуй вышла замуж за Мануэля Ассенсио Падилью, привившего ей свою любовь к коренным народам Боливии.

### Военная деятельность
Хуана вместе со со своим мужем участвовала в восстании в Чукисаке 25 мая 1809 года, которое привело к низложения президента королевской аудиенсии Чаркас, Рамона Гарсии де Леона и Писарро. Это восстание было подавлено в 1810 году, когда революционеры были побеждены роялистскими войсками под командованием бригадира Висенте Ньето, отправленными вице-королём Ла-Платы Бальтасаром Идальго де Сиснеросом. В итоге, зачинщики восстания был приговорёны к тюрьме и ссылке.
В 1811 году супруги Падилья присоединились к Северной армии, отправленной из Буэнос-Айреса сражаться с роялистами в Верхнее Перу, и оказались под командованием революционеров Хуана Хосе Кастельи, Антонио Гонсалес де Балькарсе и Эустокио Диаса Велеса в асьендах Яйпири и Юрубамбы.
В результате поражения патриотов в битве при Уаки 20 июня 1811 года армия вице-королевства Перу под командованием Хосе Мануэля де Гойенече вернула себе контроль над Верхним Перу. Поместья супругов Падилья были конфискованы вместе с урожаем и доходами от него. Хуана и четверо её сыновей были брошены в тюрьму. Впоследствии Мануэль Падилья помог своей семье бежать и укрыться в горах Тарабуко.
В 1812 году супруги Падилья поступили на службу к генералу Мануэлю Бельграно, новому главнокомандующему Северной армии, прибывшему для набора 10 000 ополченцев. Во время Жужуйского исхода они были в арьергарде, которым командовал генерал-майор Диас Велес.

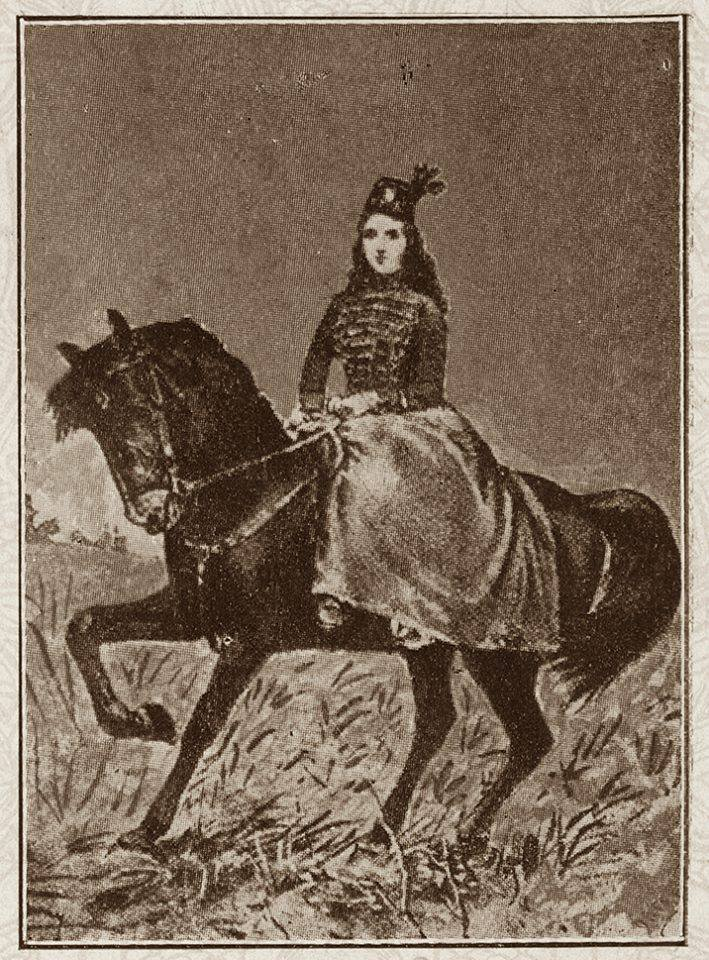
Конный портрет Хуаны Асурдуй

Триумфальный вход Диаса Велеса в Потоси 17 мая 1813 года позволил Хуане и её семье воссоединиться с Падильей.
Затем Хуана организовала «Верные батальоны», участвовавшие в сражении при Айоуме 14 ноября 1813 года. Новое поражение ознаменовало временное отступление армии патриотов из Верхнего Перу. С этого времени Падилья и его бойцы перешли к партизанской войне против роялистов.
3 марта 1816 года Хуана во главе 30 всадников, в том числе и женщин, атаковала испанские войска генерала Ла Эры, захватив их оружие и флаг. Спустя три дня её войска временно овладели Серро Рико в Потоси, главный источник испанского серебра, также с использованием кавалерии захватив вражеское знамя. За эти успехи она была произведена в подполковники 16 августа 1816 года верховным правителем Объединённых провинций Ла-Платы Хуаном Мартином де Пуэйрредоном.
Во время битвы при Ла-Лагуне 14 ноября 1816 года Хуана, ожидая пятого ребёнка, была ранена, а её муж был смертельно ранен, когда пытался вытащить её с поля боя. Его тело было вывешено роялистами в деревне Лагуна, а Хуана оказалась в отчаянной позиции, будучи беременной, одинокой и на территории, контролируемой врагом. Со смертью Падильи северные партизанские отряды были распущены, а Хуана была вынуждена отступить в регион Сальты. Она также предприняла контратаку, чтобы вернуть тело мужа.

В 1818 году испанцы атаковали её силы, и Хуана была вынуждена отступить в Северную Аргентину, где продолжила сражаться под командованием генерала Мартина Мигеля де Гуэмеса. Она была назначена на пост командира патриотической Северной армии Революционного правительства Соединённых провинций Южной Америки. Она продолжила успешно сражаться, оттесняя испанцев, при этом одновременно успев родить дочь. Под её началом находилось до 6000 бойцов.

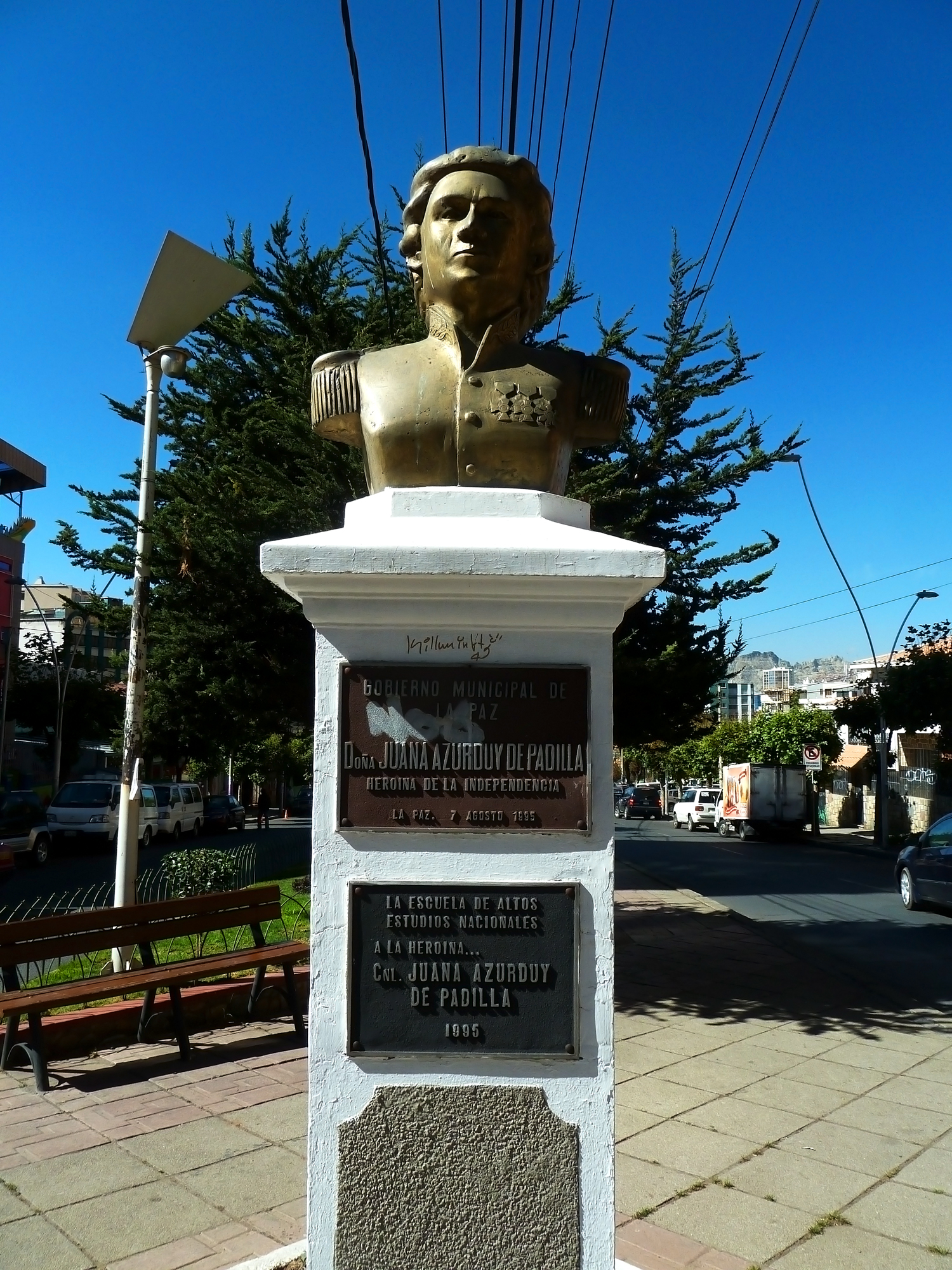
Бюст Хуаны Асурдуй в Боливии.

### Поздняя биография
В 1821 году, после смерти Гуэмеса, Хуана вернулась в Сукре (Чукисака), где жила в бедности. При посещении её в 1825 году Симон Боливар был смущён жалкими условиями её существования. Он присвоил ей звание полковника и назначил пенсию. После своего визита Боливар написал маршалу Сукре: «Эта страна не должна называться Боливией в мою честь, но должна носить имя Падилья или Асурдуй, потому что это они сделали её свободной».
На протяжении нескольких лет Хуана оставалась в Сальте, прося боливийское правительство вернуть её конфискованное имущество. В 1857 году её пенсия была отменена правительством Хосе Марии Линареса. 25 мая 1862 года, в возрасте 82 лет, она скончалась в бедности и была похоронена в общей могиле.

## Признание
Во время своей смерти Хуана Асурдуй была всеми забыта, но спустя столетие она была уже известна как героиня. Её останки были эксгумированы и перемещены в мавзолей в Сукре, возведённом в её честь.
В 2009 года она была посмертно произведена в генералы Аргентинской армии.
В июле 2015 года в Буэнос-Айресе была открыта 25-тонная и 16-метровая статуя Хуаны Асурдуй, созданная по заказу боливийского президента Эво Моралеса. Она была размещена на месте стоявшей там десятилетиями статуи Колумба, что вызвало раздражение у большинства жителей столицы Аргентины. В сентябре 2017 года монумент был перенесён на Почтовую площадь.

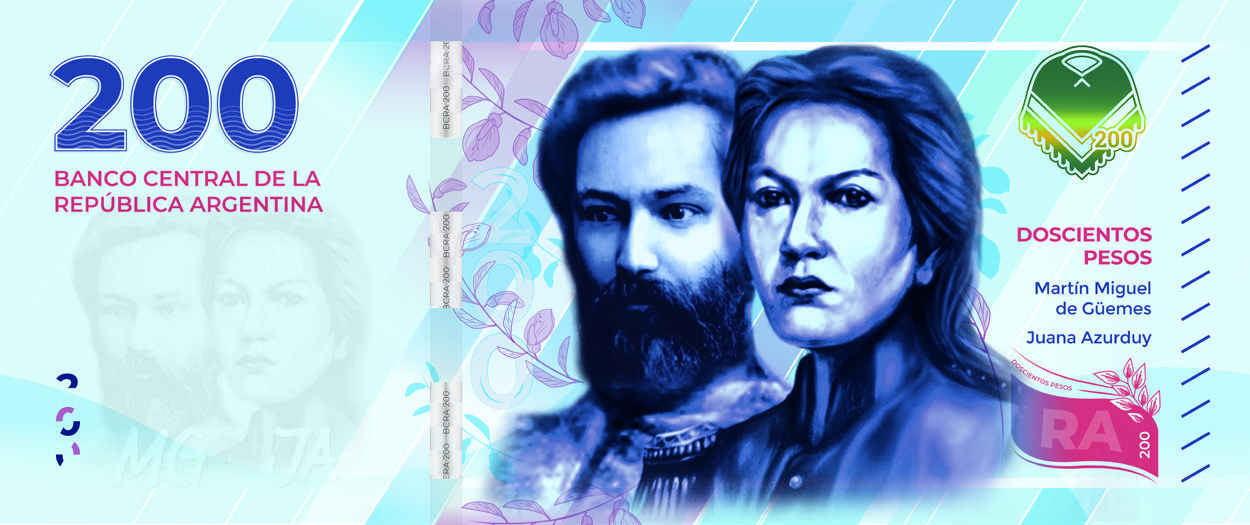
Мартин Мигель де Гуэмес и Хуана Асурдуй де Падилья на так и не выпущенной банкноте в 200 аргентинских песо серии 2022 года

Весной 2014 года в рамках выставки под открытым небом известных латиноамериканцев в здании Панамериканского союза в Вашингтоне была представлена барельефная скульптура Хуаны Асурдуй. Асурдуй также стала героиней детского мультфильма, призванного продвигать знание истории Аргентины.